# Прибинь (Львівський район)
Приби́нь (Прибин) — село в Україні, у Львівському районі Львівської області. Населення становить 135 осіб.

## Розташування
Село Прибин знаходиться в мальовничому, оточеному лісами куточку Перемишлянського району Львівщини, на межі з Жидачівським районом та Івано-Франківською областю (Рогатинський район). Умовний кордон проходить по річці Свірж, яка колись розділяла Львівську і Галицьку землі Королівства Польського.  
Село знаходиться на горбистому пасмі Розточчя, яке служить на Львівщині природним вододілом між басейнами Чорного та Балтійського морів. Площа сільських земель нараховує 101 гектар.   

## Історія села
З історією села Прибин ходить чимало легенд, які досі передаються з покоління в покоління. Наприклад, що на одному із пагорбів колись був княжий замок, а назва села пов'язана з  князем Прибиною. Чи це просто легенда, чи княжа твердиня справді була невідомо. Проте на картах ще з 18 століття село Прибин вже позначене.
Прі́біна (словац. Pribina, близько 800–861) — перший відомий князь слов'янського племені на теренах сучасної південно-західної Словаччини. У 825-833 роках був останнім князем самостійного Нітранського князівства і приблизно з 840 по 861 був першим князем Блатенського князівства на території сучасної Угорщини. Його дружина походила з племені баварів.
Первісна назва села була Прибинь, саме така назва використовувалась в усіх церковних документах цієї парафії у Львівській єпархії у 18 — поч. 20 століття.
Згадується 18 травня 1461 року в книгах галицького суду.
Перша письмова згадка про село Прибин датується 16 століттям. Акт люстрації села подає, що в 1565 році недавно поселені на 6 дворищах землі 12 кметів пані Колодніцькою були вільними від феодальних повинностей, бо ще мали «волі» 4-6 років. У 1626 році село на 80 % знищили татари.   
У різні періоди своєї історії с. Прибин належало до парафій с. Кореличі (6 км), с. Добряничі (6 км) та с. Тучне (4 км).
Згідно з актом візитації парафії с. Прибин від 31 травня 1760 року, у селі було 8 родин. Протягом 19-20 століття вірними УГКЦ у селі Прибин були: 1832 р. — 100, 1837 р. — 108, 1854 р. — 347, 1864 р. — 316, 1874 р. — 316, 1884 р. — 331, 1894 р. — 170, 1904 р. — 167, 1914 р. — 183, 1996 р. — 126, 2007 р. — 100, 2010 р. — 92 особи.
Наприкінці 19 — на початку 20 століття мешканці села долучились до руху за тверезість, який тоді охопив Галичину. За словами старожилів, на ціле весілля господарю могло вистачити навіть пляшки горілки(!).
В першій половині 20 століття в селі активно працювала читальня «Просвіти».

## Повстанський центр
В буремні 1940-ві роки Прибин став одним зі місцевих центрів повстанського руху — лісиста місцевість сприяла тому, що поблизу села була не одна криївка УПА, працювала шевська майстерня по пошиттю одностроїв, школа розвідки та зв'язку, повстанський госпіталь. В ці часи Прибин навіть називали «столицею України».
Неподалік села розташована «Золота поляна», де проводили свої вишколи легендарна повстанська сотня «Бурлаки», відділ окремого призначення «Сіроманці», а також інші відділи УПА. Поруч також знаходиться «Осова Поляна», де таборувала сотня «Орли». Неодноразово на «Золотій Поляні» проводив огляд бойового стану повстанських відділів Головний командир УПА Роман Шухевич.
В УПА було багато і мешканців Прибина, селяни всіляко допомагали повстанцям. Знаковим для мешканців села був прихід зимою 1943-44 років декількох сотень українських повстанців з Волині, що направлялись на вишкіл у Карпати: їх щоранкові загальні молитви та виконання духовного гімну «Боже великий, єдиний…», спів народних пісень, фізичні вправи і, насамперед, бойова готовність справили неабияке враження на молодь.  
7 вересня 1944 року відділи, які стаціонували в лісах сіл Прибин[ь] і Любешка, звели бій з більшовиками. Сотня Яструба по сутичці з більшовиками продерлася через більшовицьку заставу, втратив ши одного стрільця, якого більшовики зловили. Сотню Дира, яка осталась окружена в лісі, вда& лось більшовикам розбити..

## Історія церкви та парафії
Справжньою окрасою с. Прибин є храм Різдва Пресвятої Богородиці. Церква збудована наприкінці 19 століття — впродовж 1894—1898 років, як і облаштовано цвинтар поблизу.
Храм Різдва Пресвятої Богородиці розташований в селі на пагорбі, щоб кожний вірний міг бачити свою церкву. Церква однокупольна, мурована з каменю та цегли. Один купол символізує Ісуса Христа і завершує святий хрест — символ перемоги над силами зла. Іконостас храму дерев'яний, його зробив у 1903 році Іоан Варніцький.
На стінах храму розміщені ікони з розписом минулих та нинішнього століть. Серед святих є ікони новопроголошених з XX ст. блаженних священномучеників української землі — о. Омеляна Ковча та Климентія Шептицького, які здійснювали своє служіння на Перемишлянщині.
У серпні 1938 року в с. Прибині відбулась місія, яку провадили отці редемптористи — з цієї нагоди зберігся дерев'яний місійний хрест.
Священники, які працювали на парафії с. Прибин у 20 столітті, зазнали переслідувань: о. Корнилій Стоцький замордований НКВД у с. Семенівка Пустомитівського району; о. Степан Королюк вбитий енкаведистами у Словаччині; о. Роман Лопатинський був засуджений і перебував у концтаборі Караганади; о. Микола Щепанський загинув на Воркуті під час заслання.
Після приходу радянської влади у 1960 році церкву закрили. Комуністична влада заборонила дзвонити, проводити заходи з церковними знаменами, заборонила проводити Служби Божі.
Протягом цих важких для церкви та народу років парафію с. Прибин обслуговували підпільні священники УГКЦ. Це передусім о. Василь Білінський, який був неодноразово засуджений і відбував покарання у колоніях за свою душпастриську діяльність. О.Василь Білінський помер 27 серпня 1989 року у с. Прибин, де і похований. У 2009—2010 роках у районній пресі з'явились статті про о. Василя Білінського.
Також у с. Прибин відправляли Служби Божі підпільні священники: о. Михайло Возняк — батько владики Ігоря Возняка, о. Волошин, о. Бучацький, о. Герман Будзінський, о. Іван Білик, о. Адам Гузар, о. Богдан Смук та інші.
Пам'ятним місцем парафії є хрест з нагоди 1000-ліття Хрещення України-Русі, яке українці святкували 1988 року. Мешканці Прибина на чолі із підпільним священником УГКЦ о. Василем Білінським вирішили гідно відзначити цю липневу дату. За ніч чоловіки зрізали великого дуба, зробили з нього великий місійний хрест та до ранку закопали його перед церквою. О.Василь запросив зі Самбора чотирьох священників — о. Миколу Куця, о. Михаїла Волошина, о. Адама Гузара та о. Івана Білика і разом з ними та в супроводі Тучнянського церковного хору відправили величну Святу Літургію. На  святкування також прибули багато львів'ян та мешканців навколишніх сіл.

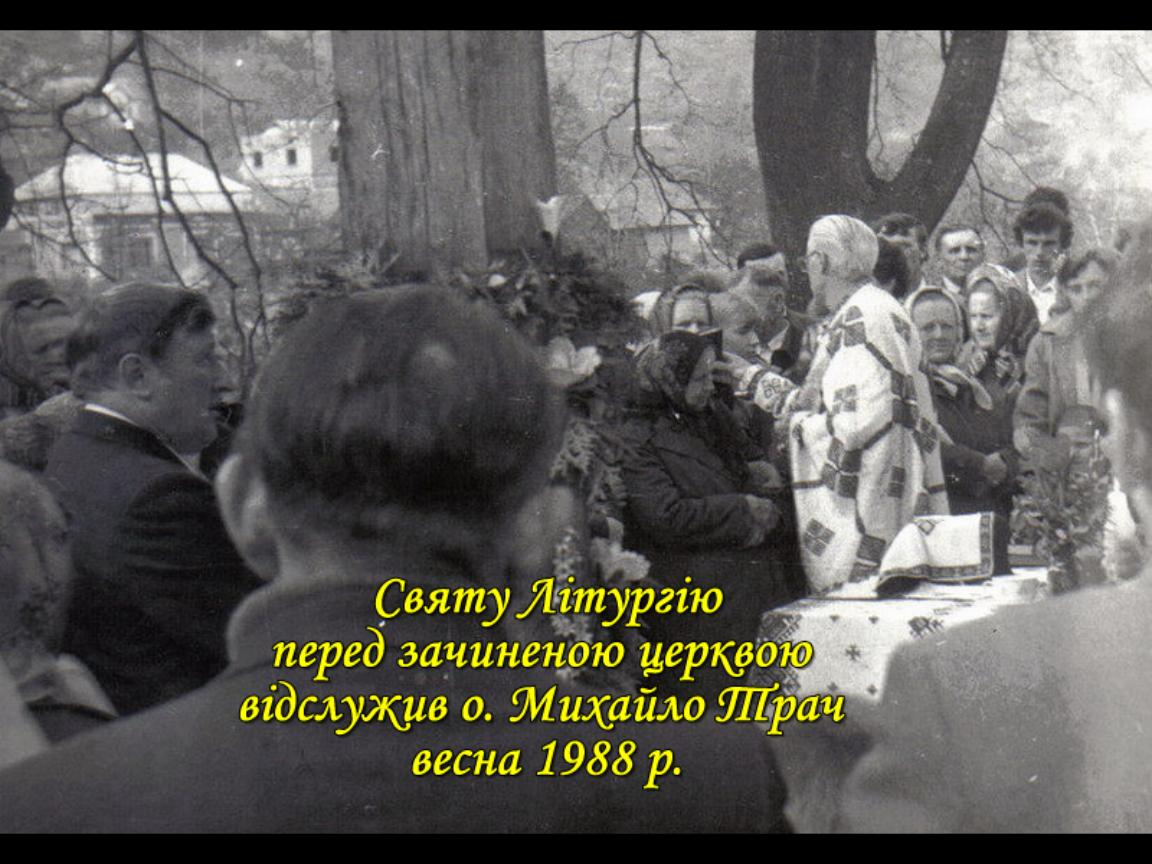
Святу літургію перед зачиненою церквою с.Прибин відслужив о.Михайло Трач, весна 1988 року
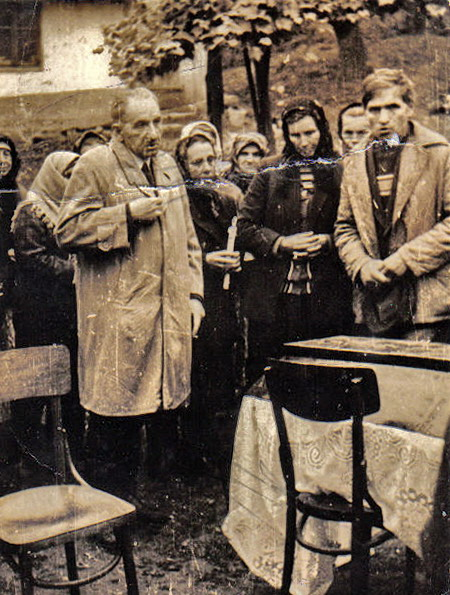
О.Василь Білінський здійснює чин похорону в підпіллі
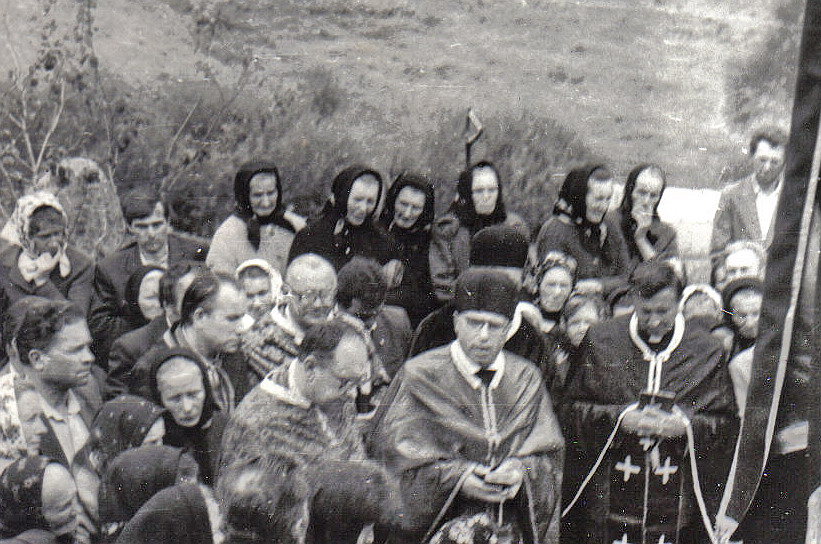
Похорон о.Василя Білінського, 1989 рік
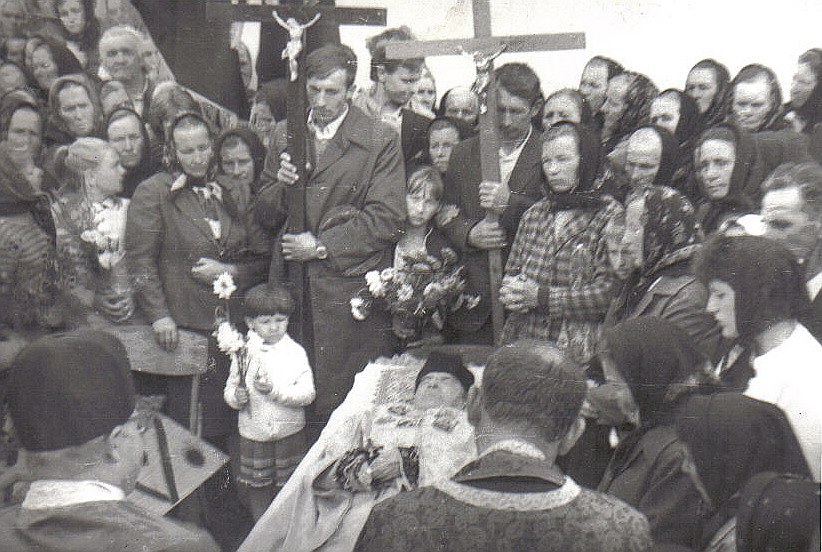
Похорон о.Василя Білінського, 1989 рік
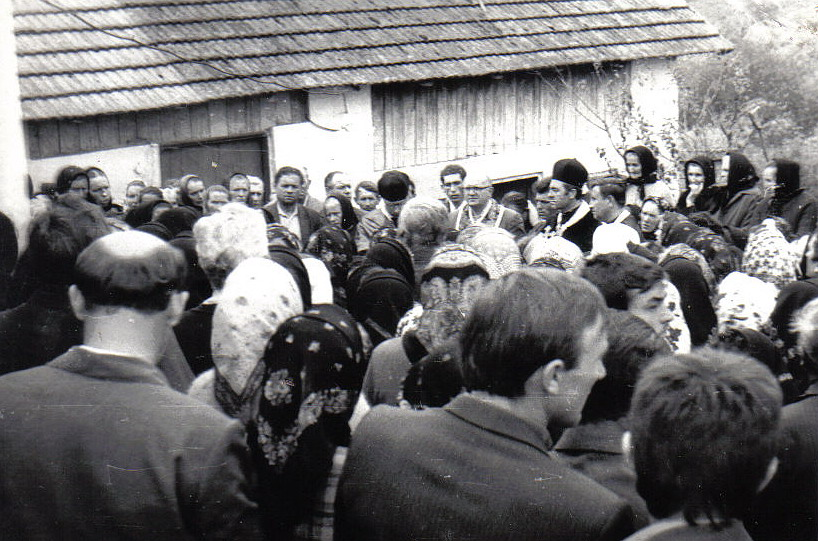
Похорон о.Василя Білінського, 1989 рік
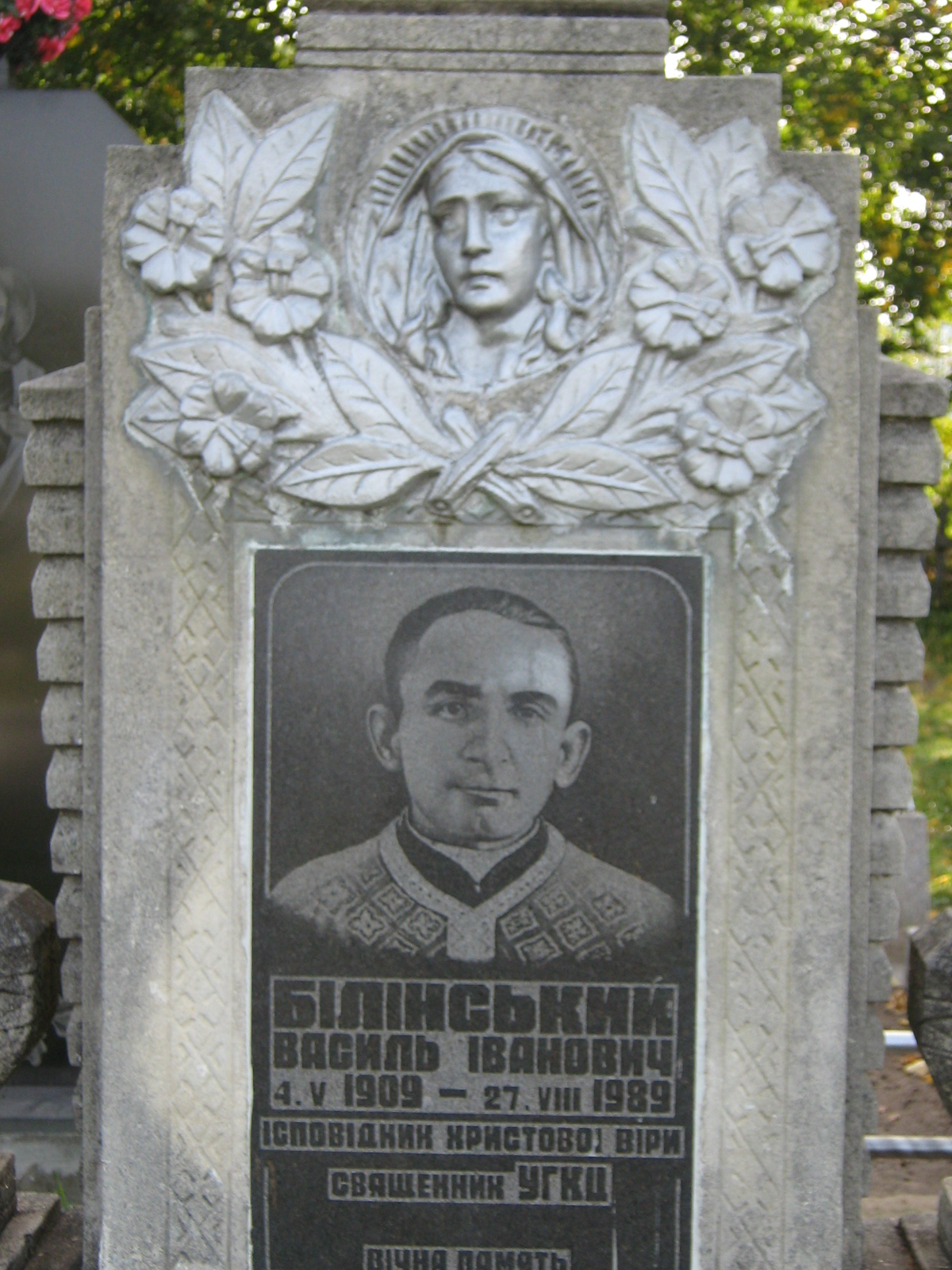
Могила о.Білінського на цвинтарі с.Прибин
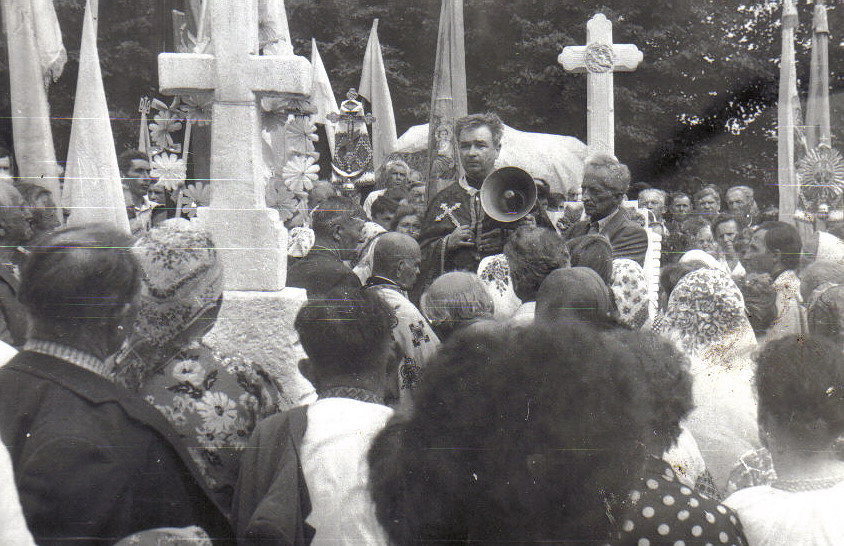
Панахида на цвинтарі с.Прибин
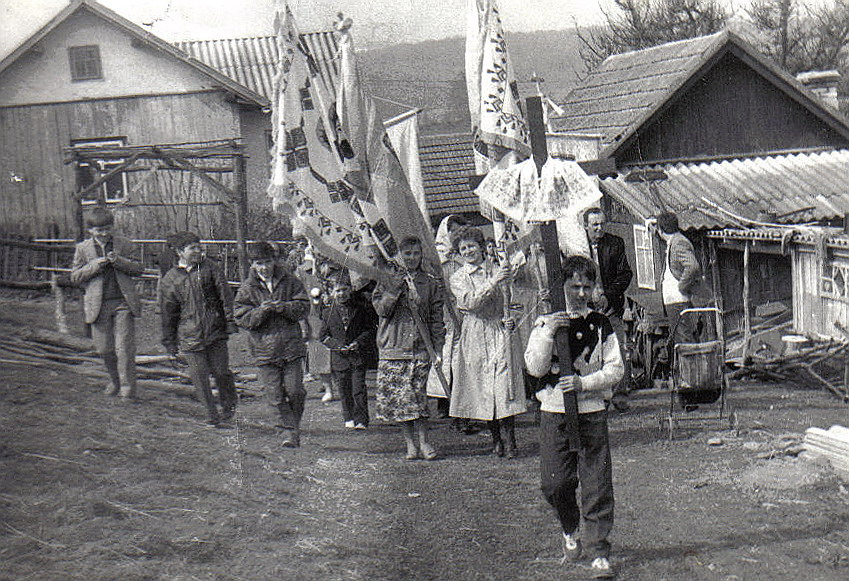
Процесійний похід до храму, відродження УГКЦ у с.Прибин, 1990 рік

## Сучасне життя парафії с. Прибин
Після легалізації УГКЦ священниками храму Різдва Пресвятої Богородиці у с. Прибин були о. Олексій Лапецький (1991 р.), о. Григорій Шопський (1991—2000 рр.), о. Ігор Ільків (2001—2006 рр.), о. Андрій Соколовський (2006—2012 рр.), о. Василь Калагурка (2012 р.). На сьогодні священником парафії у с. Прибин є о. Ярослав Кондратик.
1-2 жовтня 2005 року храм з канонічною візитацією парафії відвідав Владика Юліан Гбур, єпарх Стрийський.
14-15 травня  2000 року та 12-13 листопада 2010 року у храмі перебувала копія чудотворної ікони Тучнянської Борогодиці, а 11 лютого 2007 року — мощі св. Івана Хрестителя.
5 серпня 2007 року відомий місіонер о. Василь Вороновський провів день духовної обнови парафії.
З часу виходу УГКЦ з підпілля у 1991 році і до сьогодні громада с. Прибин зробила дуже багато для впорядкування та відновлення свого храму і розвитку духовного життя на парафії.
Було впорядковано та обгороджено кладовище, яке знаходиться за 100 м від церкви.
У 2001—2011 роках замінено дерев'яну конструкцію даху і перекрито церкву, здійснено ремонто-реставраційні роботи як всередині церкви, так і ззовні, зроблено опалення, впорядковано подвір'я храму і постелено бруківку.   
У 2003 році збудовано нову муровану дзвіницю, дзвони якої кличуть вірних на молитву.   
Щороку під час різдвяних свят люди відвідують кожну хату у селі з колядою, сповіщаючи усім радісну звістку народження Спасителя світу. Також відбуваються душпастирські відвідини священником своїх парафіян з освяченням домівок йорданською водою.
У день Воскресіння Господнього у храмі с. Прибин відбувається величаве Богослужіння. Під час Великодніх свят біля церкви за давнім українським звичаєм відбуваються гаївки. Тоді ж вірні зі священником ідуть на цвинтар, щоб сповістити радісну звістку про Воскресіння своїм померлим. Передусім парафіяни моляться біля могили отця Василя Білінського.
На Зелені свята відбувається похід до польових хрестів, які поставлені із кожної сторони села для того, щоб Бог хоронив мешканців  від голоду, холоду, потопу, граду, вогню, нападу чужинців та непорозумінь між жителями села. Під час походу діти кидають квіти та зелені листочки перед процесійним хрестом, люди співають побожні пісні, слухають Святе Письмо через читання Євангеліє біля своїх осель. На завершення освячується вода біля джерела.
21 вересня парафіяни с. Прибин вшановують храмовий празник. Цього дня відбувається Богослужіння в храмі.

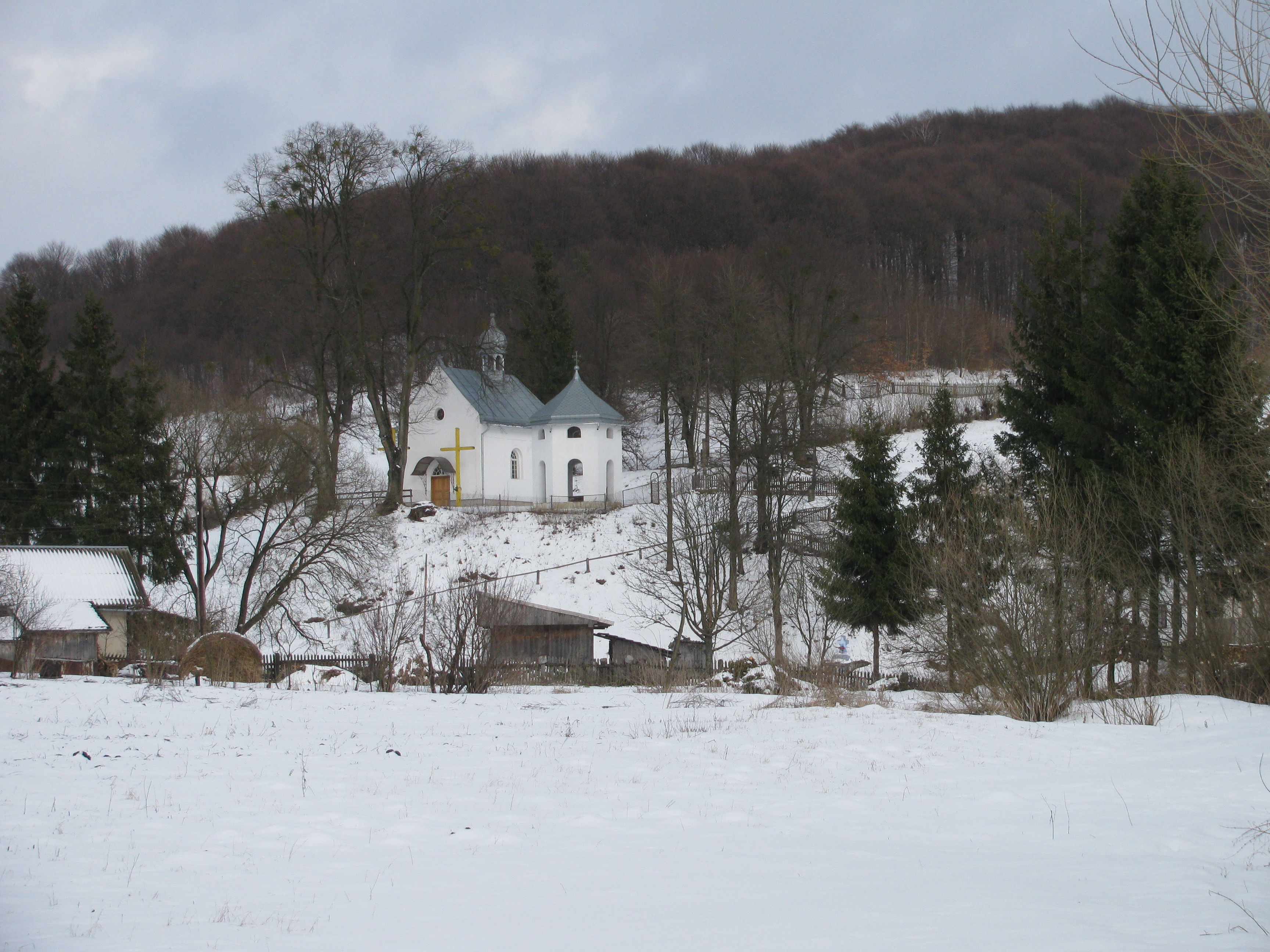
с.Прибин, церква Різдва Пресвятої Богородиці
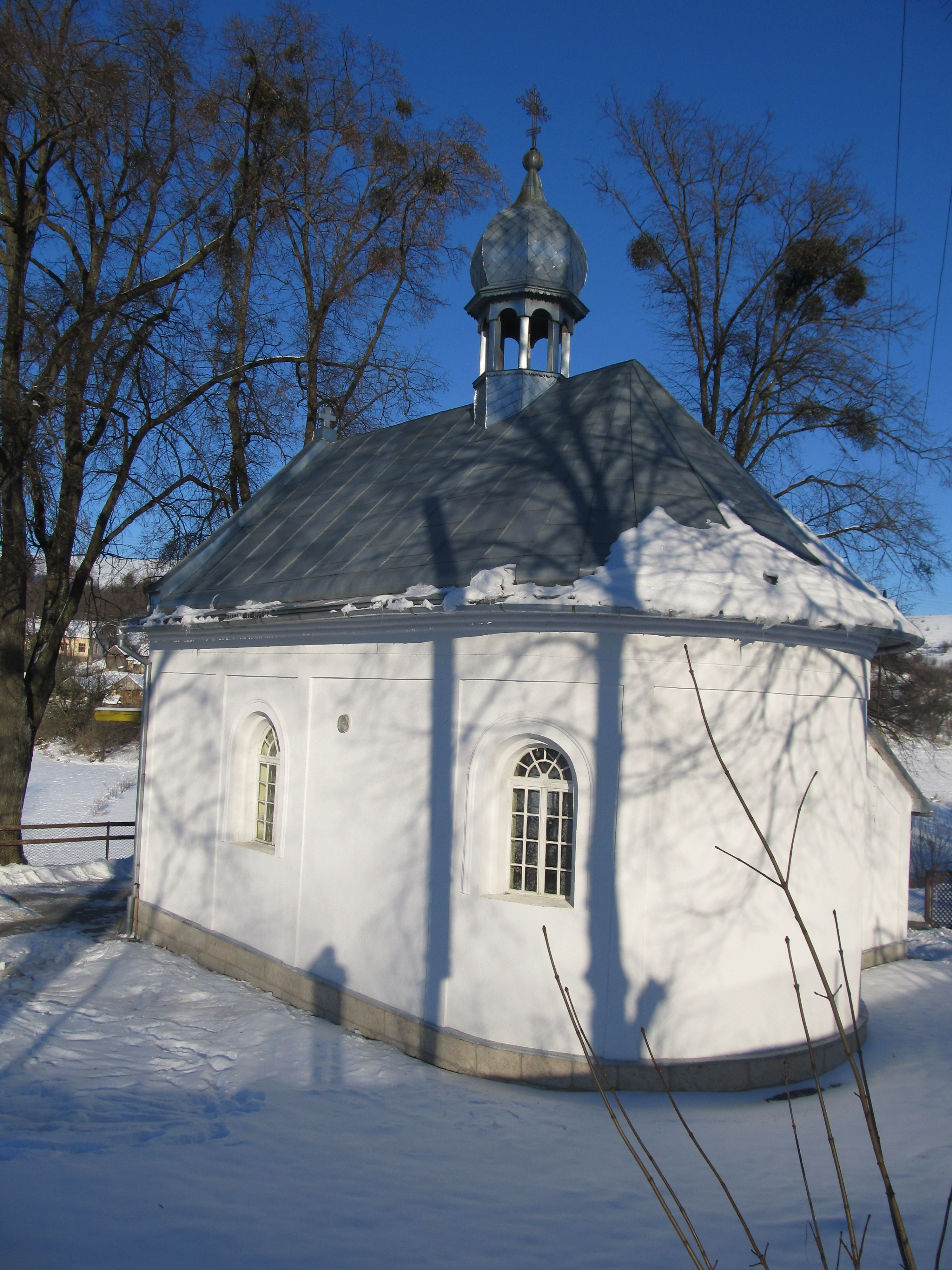
Церква Різдва Пресвятої Богородиці у с.Прибин
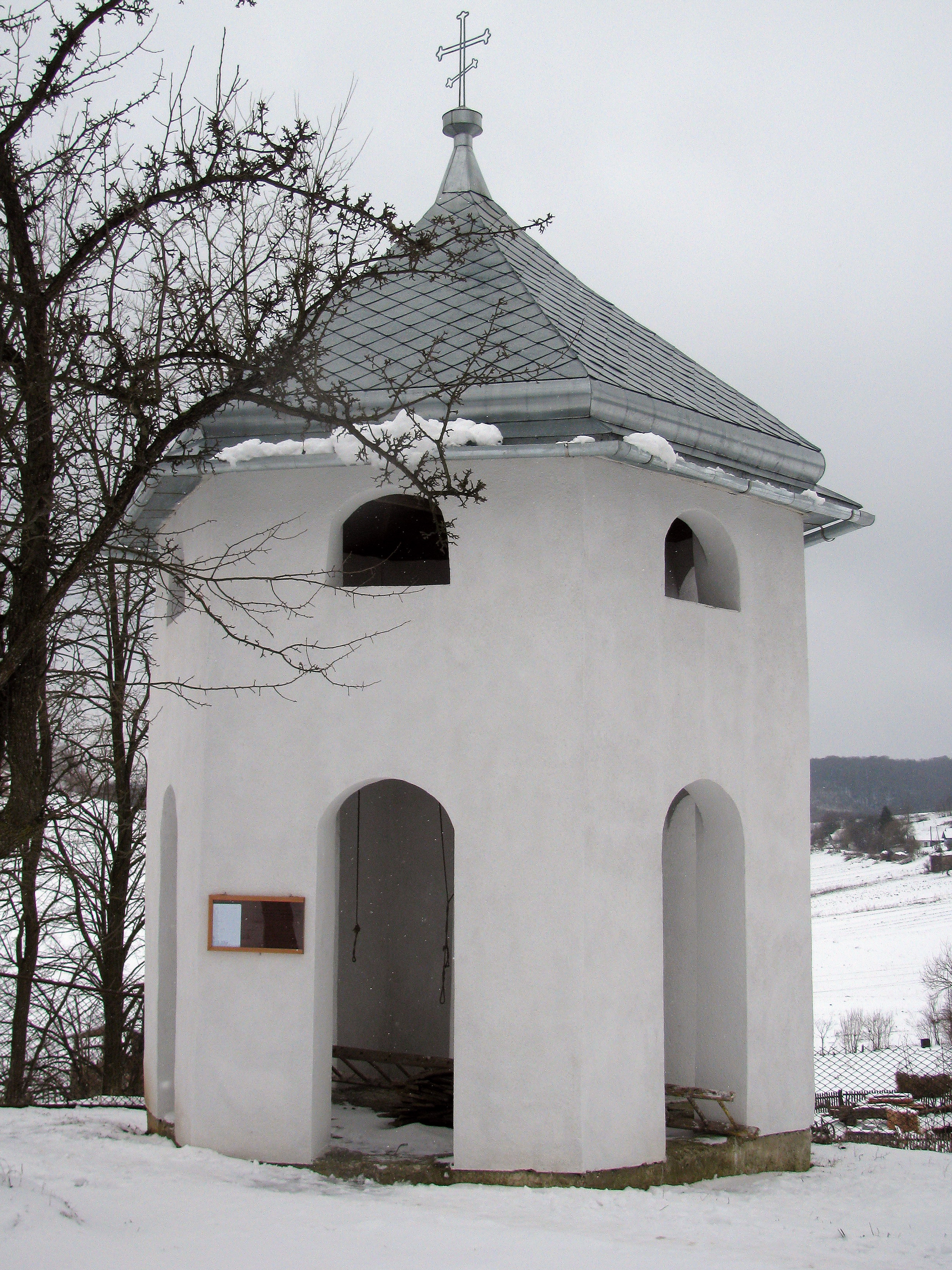
Дзвіниця у с.Прибин
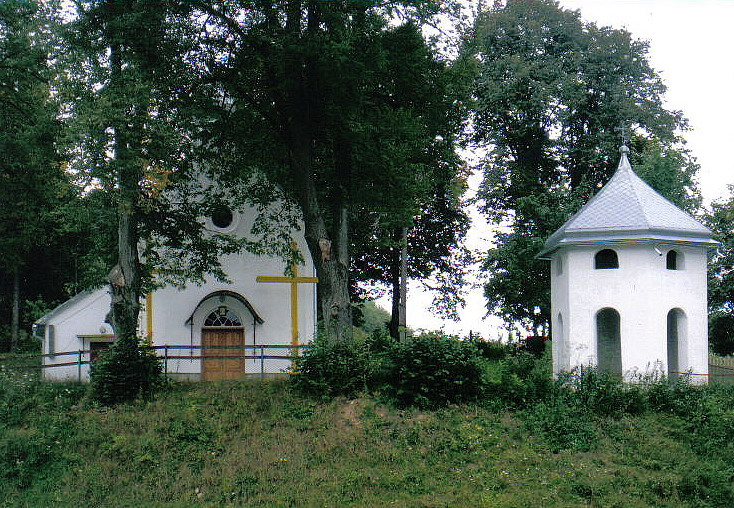
Церква у с.Прибин
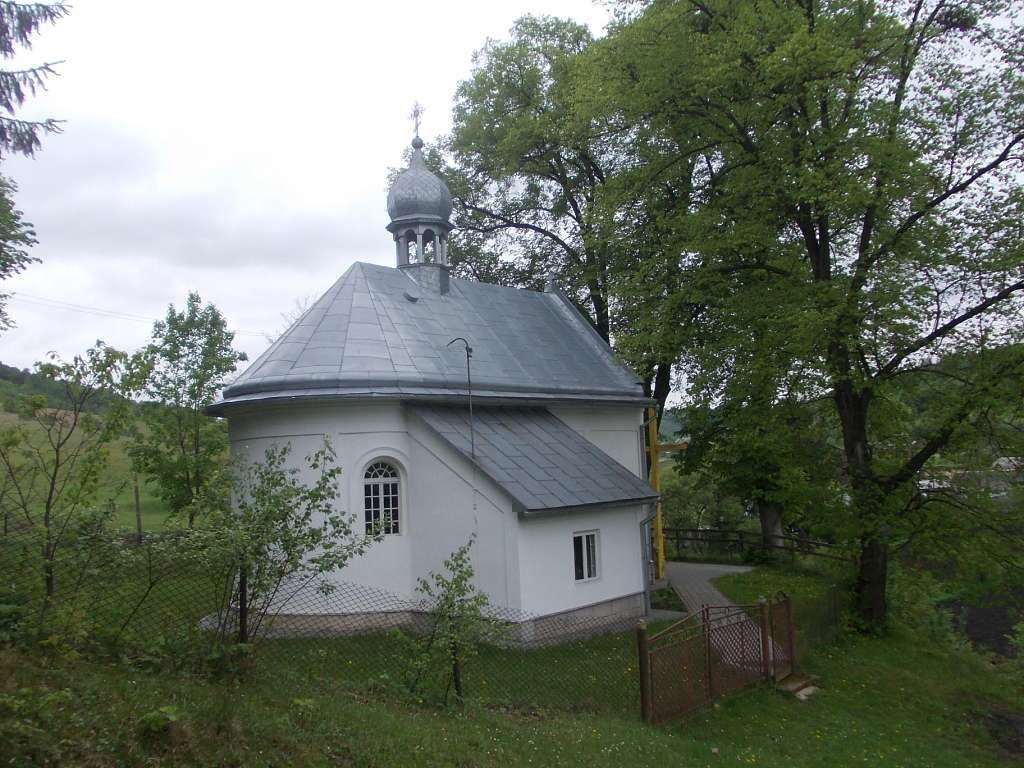
Церква Різдва Пресвятої Богородиці, с.Прибин
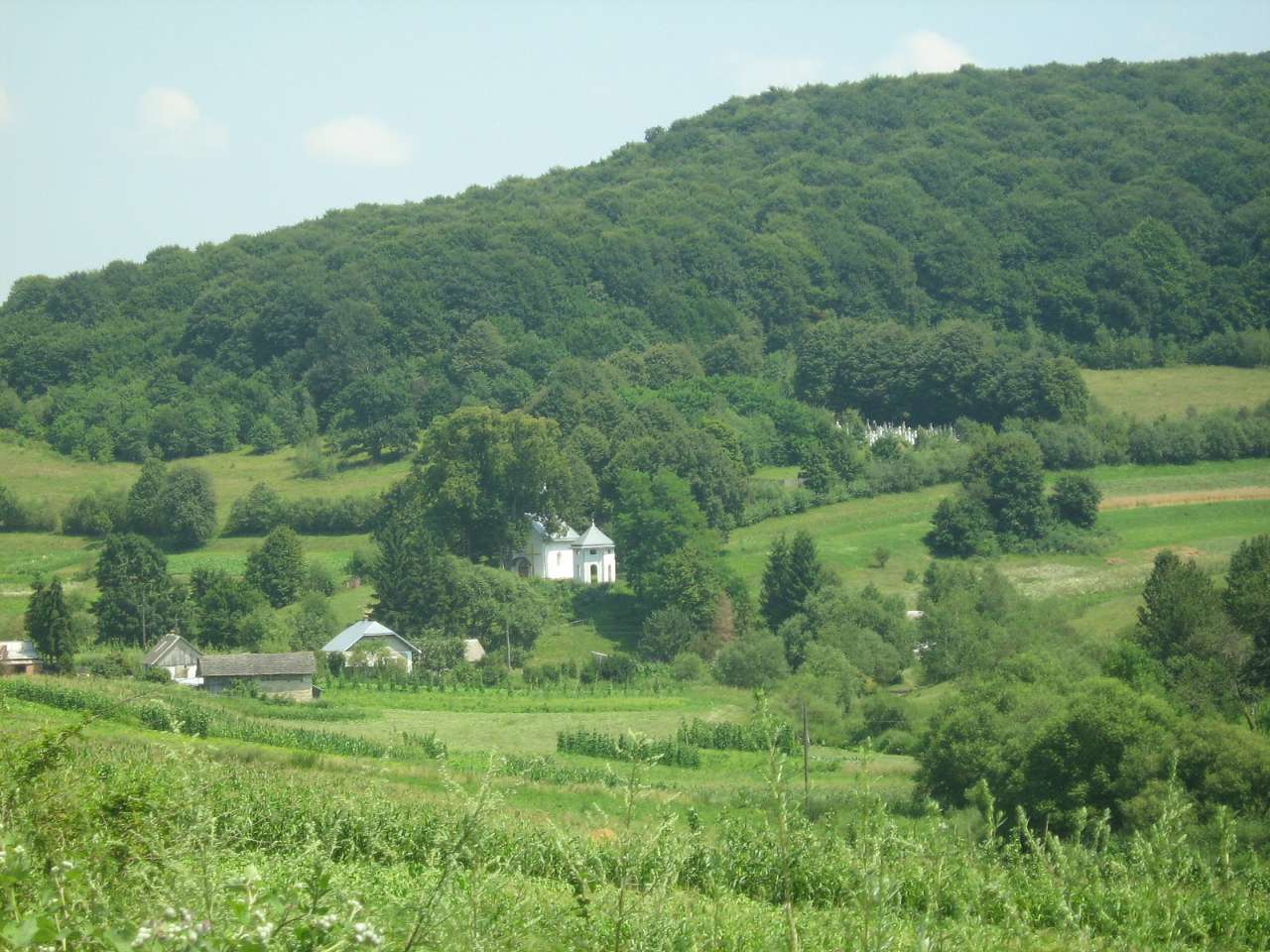
с.Прибин, церква
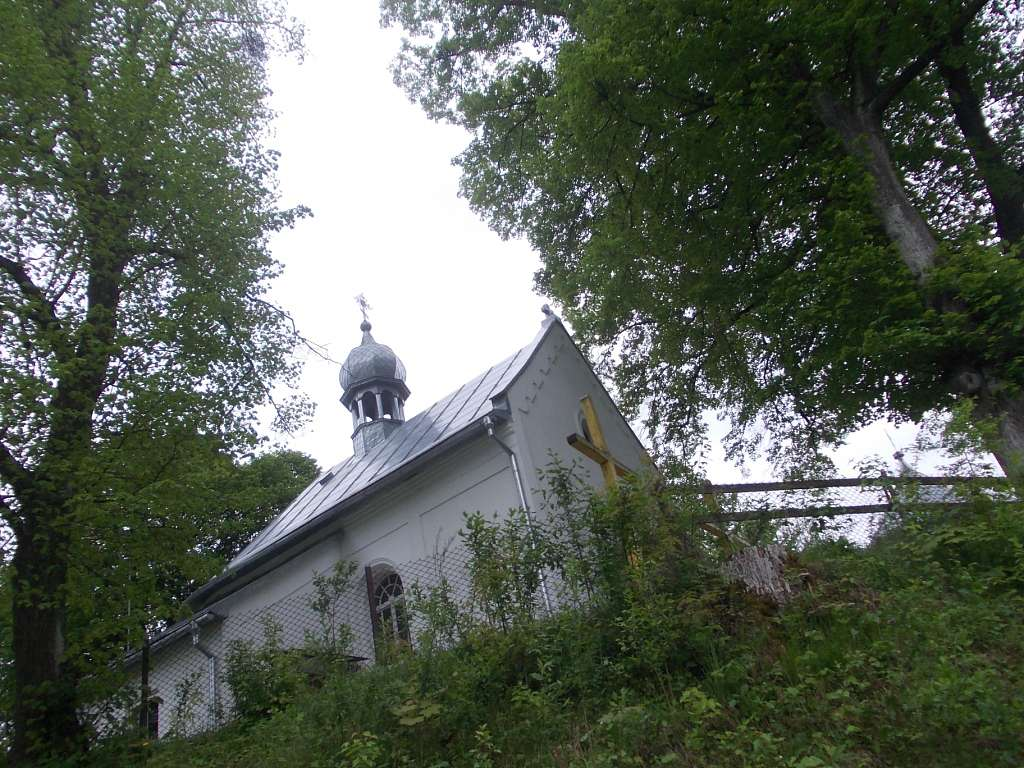
с.Прибин, храм

## Відомі люди
- Скасків Ярослав Григорович- «Моряк», «Мороз»; народися 24.08.1922 р., с. Божиків Бережанського р-ну Тернопільської обл.— діяч ОУН, обласний провідник ОУН Львівщини, нагороджений Срібним Хрестом Заслуги (1945, посмертно). Похований у селі.
- О.Василь Білінський — підпільний священник УГКЦ, душпастирював у с. Прибин. Похований на сільському цвинтарі.